# Mamelodi
Mamelodi este un oraș din provincia Gauteng, Africa de Sud.